# Театър „Българска армия“
Вижте пояснителната страница за други значения на Българска армия.
Театър „Българска армия“ се намира в София на ул. „Раковски“ 98.

## История
Създаден е през 1950 година като негов пръв директор до 1952 година е театралният деец Александър Гиргинов.
От 1 януари 2000 година театърът се субсидира от Министерство на културата на Република България. Сградата на театъра, разположена в самия център на София, е построена през 1936 година като киносалон „Роял“. Тежко пострадала по време на бомбардировките през Втората световна война, тя е неколкократно реконструирана, за да се превърне днес в модерно оборудвана театрална сграда с основен салон за 500 зрители и камерна сцена с 60 места. В своята над 50-годишна история театърът е представил пред публиката над 270 постановки. В репертоара на театър са играни както класически творби на автори от световната драматургия (Уилям Шекспир, Фридрих Шилер, Калдерон, Антон Чехов, Максим Горки, Хенрих Ибсен, Бертолд Брехт, Бърнард Шоу, Фр. Дюренмат, Тенеси Уилямс, Артър Милър, Самюел Бекет, Йожен Йонеско), така и първи постановки на нови български пиеси. Театърът е гостувал със свои спектакли в Русия, Германия, Мексико, Испания, Белгия, Франция, Израел, Полша, Швейцария, Македония.
Сред актьорите в настоящия му състав са Вълчо Камарашев, Васил Михайлов, Веселин Ранков, Ивайло Христов, Иван Радоев, Антоанета Добрева – Нети, Анастасия Ингилизова, Иван Ласкин, Йоана Буковска, Камен Донев, Стефан Вълдобрев, Стефания Колева, Иван Налбантов, Юлиан Вергов, Владислав Виолинов и други.
Самият театър е бил създаден на 16 август 1950 г. Тогава е излязло решението за създаване на Театъра на Българската войска. Малко по-късно е станало първото представление. През 1952 г. става държавен театър и се преименува в Театър на Народната армия, а от 1958 г. – Театър на Въоръжените сили. От 1964 г. влиза в състава на Обединен театър – София (включващ още театър „Трудов фронт“ и Пернишкия театър), който от 1965 г. носи името театър „Народна сцена“. От 1966 г. възстановява статута си на централен военен културен институт и се нарича последователно театър на армията „Народна сцена“, Театър на Народната армия, от 1991 г. – Театър на Българската армия, от 2004 г. – театър „Българска армия“. С постановление на Министерския съвет от декември 1999 г. преминава към Министерството на културата. Но името на трупата остава завинаги свързано с Българската армия, която сериозно е подкрепяла театъра през годините.

## Сграда
Театърът се помещава в сградата на някогашното кино „Роял“ (построена през 1936 г.). Има основен салон с 500 зрителски места и камерна сцена с 60.

## „Аскеер“
През 1990 г. актьорите от театъра създават фондация Академия Аскеер, а от 1991 година започват ежегодно да награждават чрез фондацията и нейната награда Аскеер изявени театрални дейци.
Носителите на „Аскеер“ за цялостно творчество са Славка Славова (1991), Леон Даниел (1992), Ицхак Финци (1993), Желчо Мандаджиев (1994), Георги Калоянчев (1995), Йордан Радичков (1996), Валери Петров (1997), Юлия Огнянова (1998), Иван Кондов (1999), Николай Бинев (2000), Вили Цанков (2001), Стоянка Мутафова (2002), Наум Шопов (2003), Петър Слабаков (2004), Таня Масалитинова (2005), Георги Русев (2006), Татяна Лолова (2007), Кирил Дончев (2008), Георги Черкелов (2009), Йосиф Сърчаджиев (2010), Коста Цонев (2011), Асен Шопов (2012), Емилия Радева (2013).